# Sa Pa

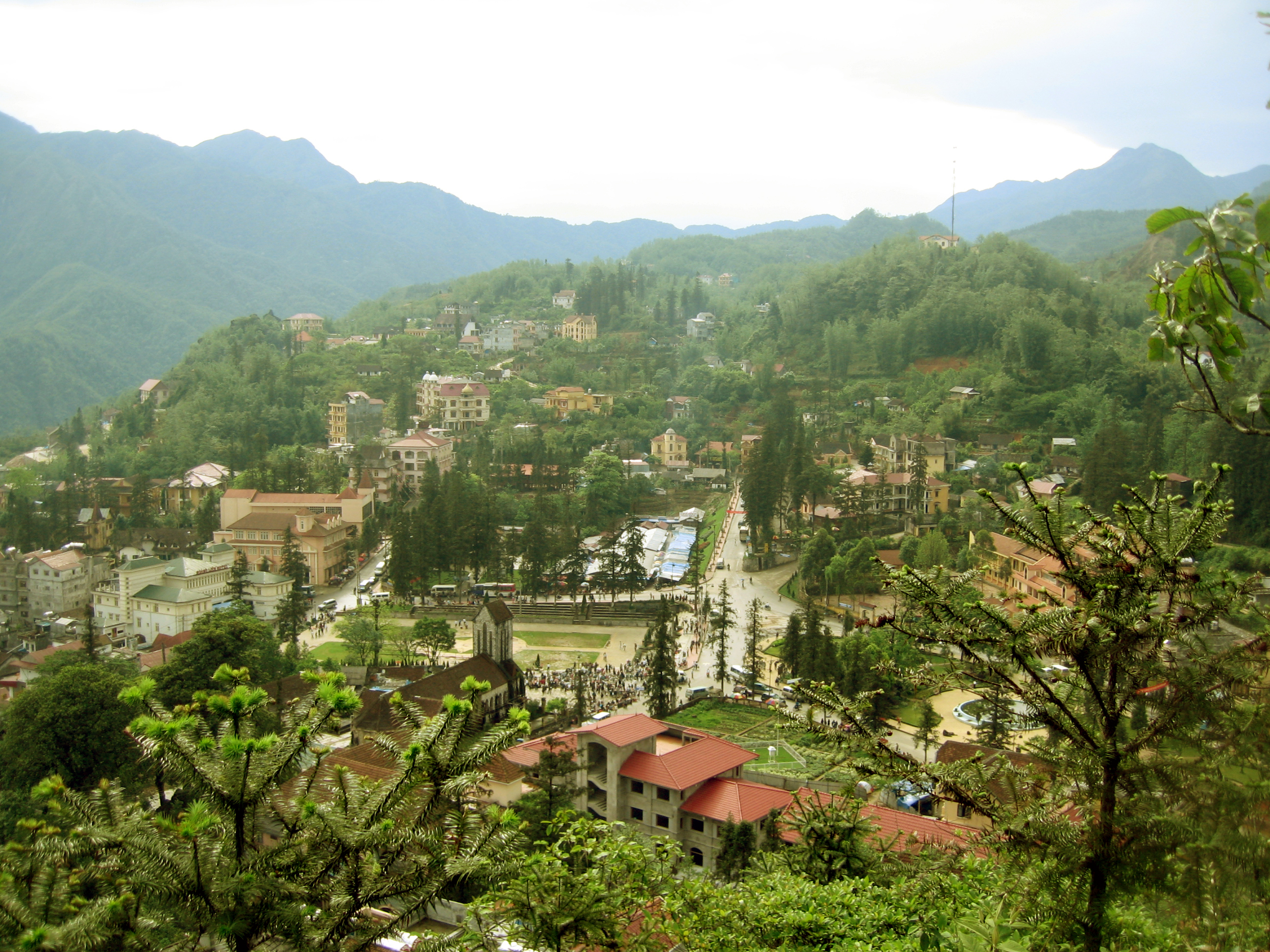
Zentrum von Sa Pa

Sa Pa (auch: Sapa) ist die Hauptstadt des gleichnamigen Distrikts in Vietnams nordwestlicher Grenzprovinz Lao Cai. Es ist eine wichtige Marktstadt in diesem Gebiet, mit Bedeutung für die in der Umgebung ansässigen Bergstämme der Hmong, Red Dao und Tay. Die Region beherbergt ca. 38.000 Einwohner.

## Geographie
Sa Pa liegt auf ungefähr 1.600 Metern Höhe im Hoàng Liên Sơn-Gebirge. Hier ist der Hoang-Lien-Nationalpark eingerichtet. Die vietnamesische Hauptstadt Hanoi liegt 350 Kilometer südöstlich, der nächste Bahnhof Lao Cai ist eine Stunde Fahrzeit entfernt.  In der Nähe von Sa Pa (knapp 10 km entfernt) befindet sich Vietnams höchster Berg, der Fansipan. Das Klima ist gemäßigt, die Sommer (Mai bis August) sind regnerisch. Im Winter ist das Wetter recht kühl, oft neblig mit gelegentlichen Schneefällen. Die Durchschnittstemperatur liegt bei 15 bis 18 °C.

## Geschichte

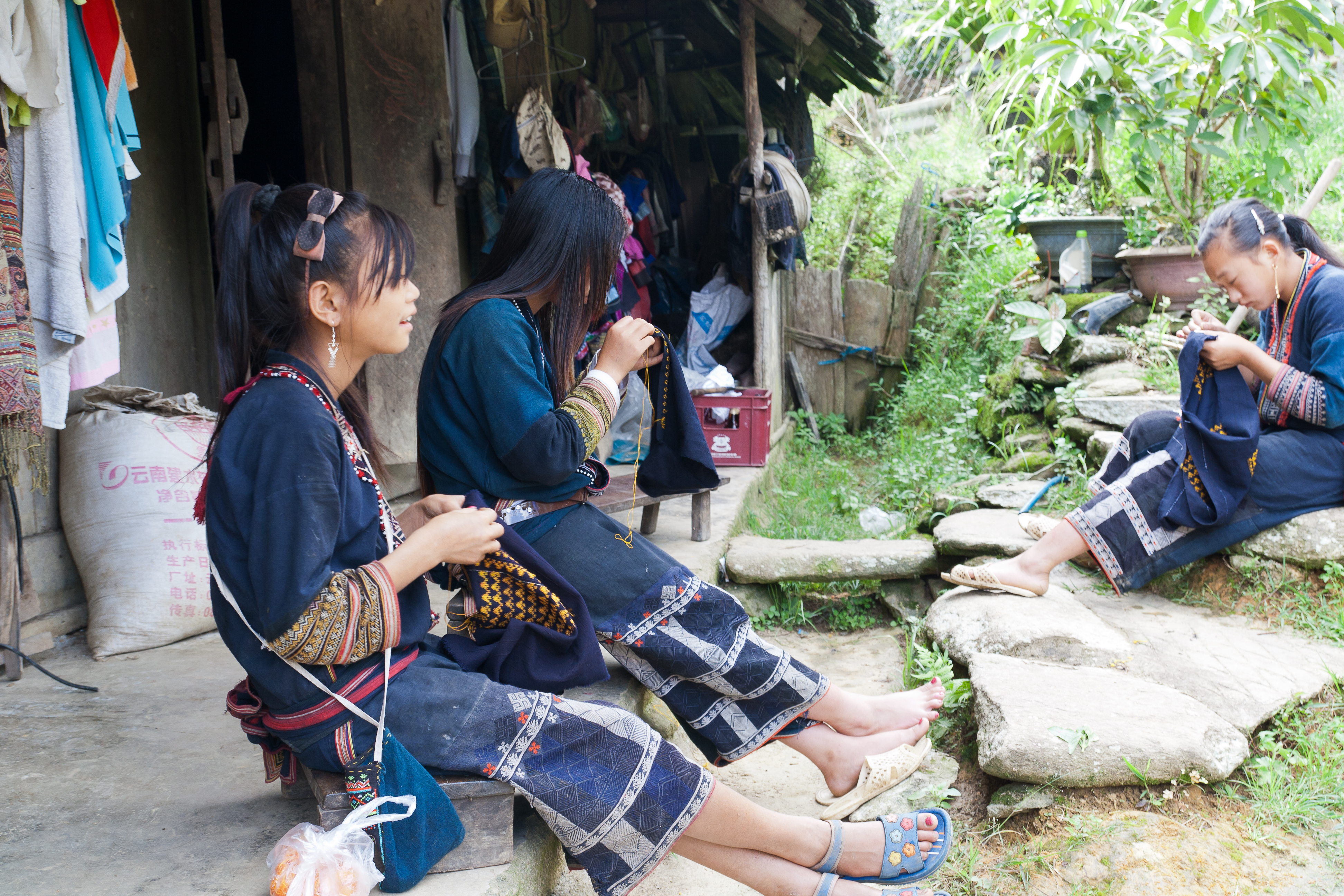
Frauen der Hmong in Sa Pa

Sa Pa wurde wahrscheinlich zuerst von Menschen der Bergstämme der Hmong und Yao bewohnt, die noch heute in dem Gebiet siedeln.
Um 1880 gründeten die französischen Kolonialherren an diesem Ort eine Bergstation, auch Chapa genannt. Diese wurde 1922 zu einer Ortschaft ausgebaut und von den Franzosen als Erholungsort genutzt. Geplant war gar ein Đà Lạt des Nordens, doch scheiterten die Franzosen an den unzureichenden Verkehrsverbindungen.

## Kommunen Sa Pas
Die einzelnen Sa Pa zugeschlagenen Kommunen heißen: Ban Khoang, Ta Giang Phinh, Trung Chai, Ta Phin, Sa Pa, San Sa Ho, Ban Phung, Lao Chai, Hau Thao, Thanh Kim, Ta Van, Su Pan, Suoi Thau, Ban Ho, Thanh Phu, Nam Sai, Nam Cang.

## Galerie

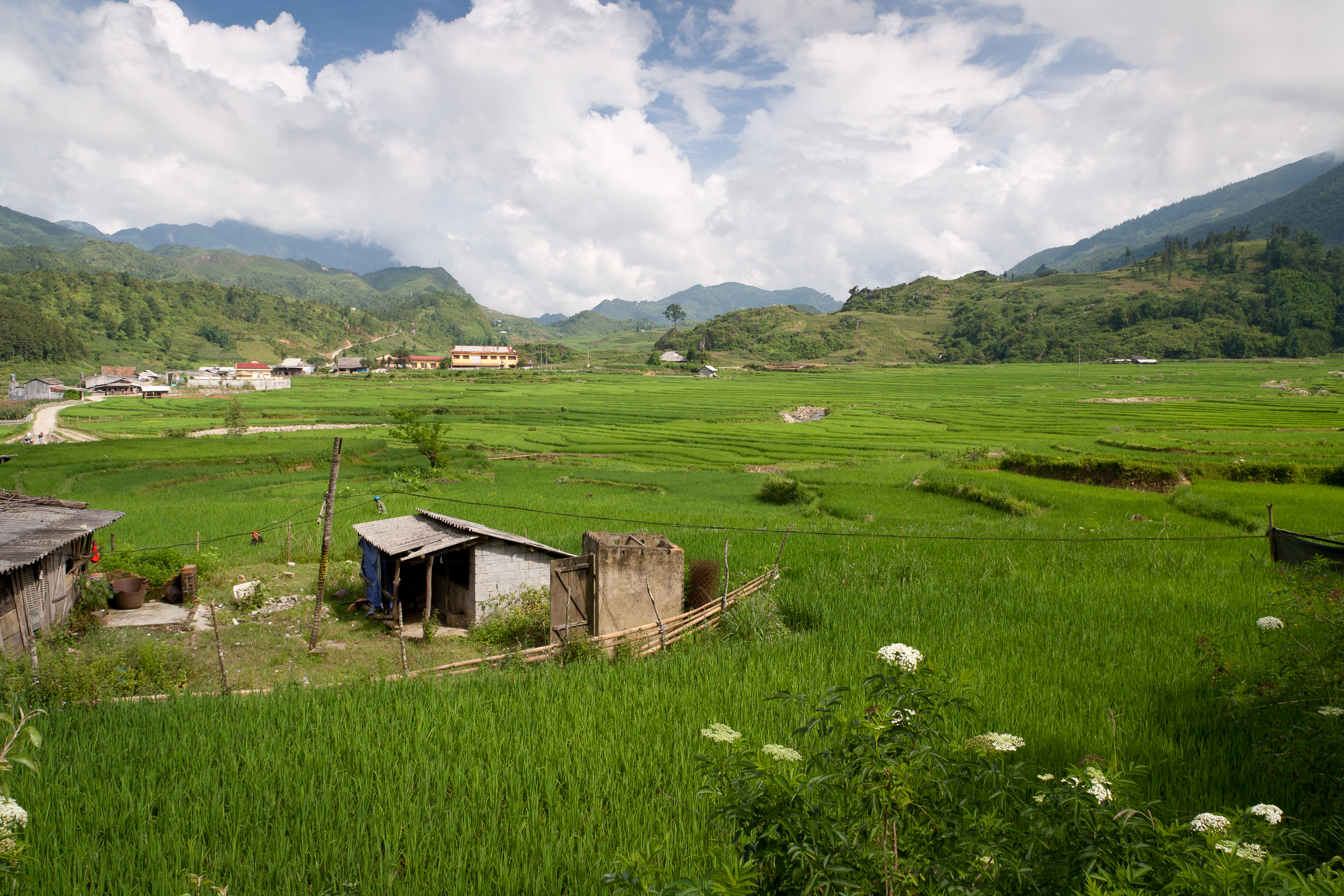
Reisanbau bei Sa Pa
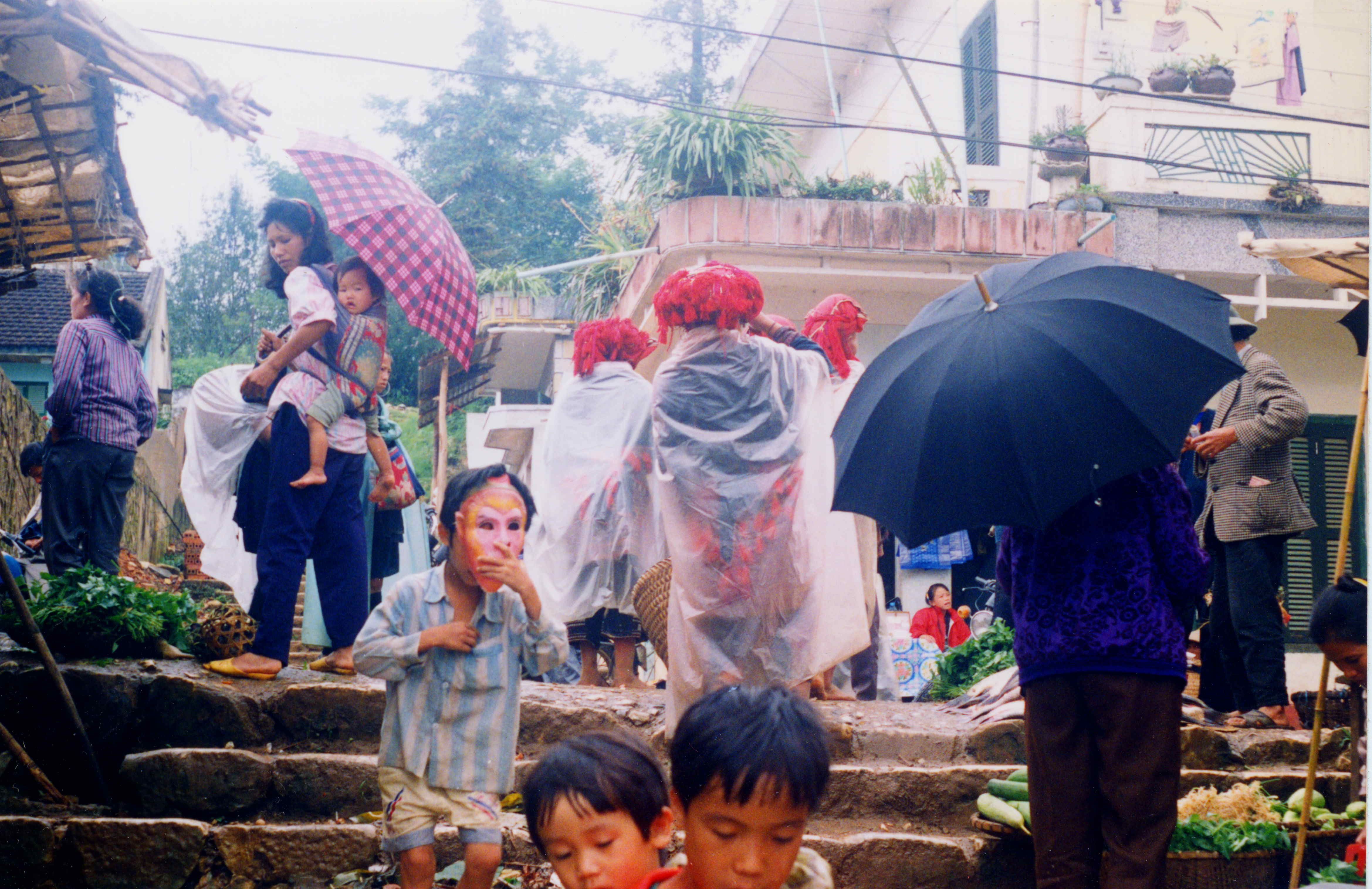
Markt von Sa Pa
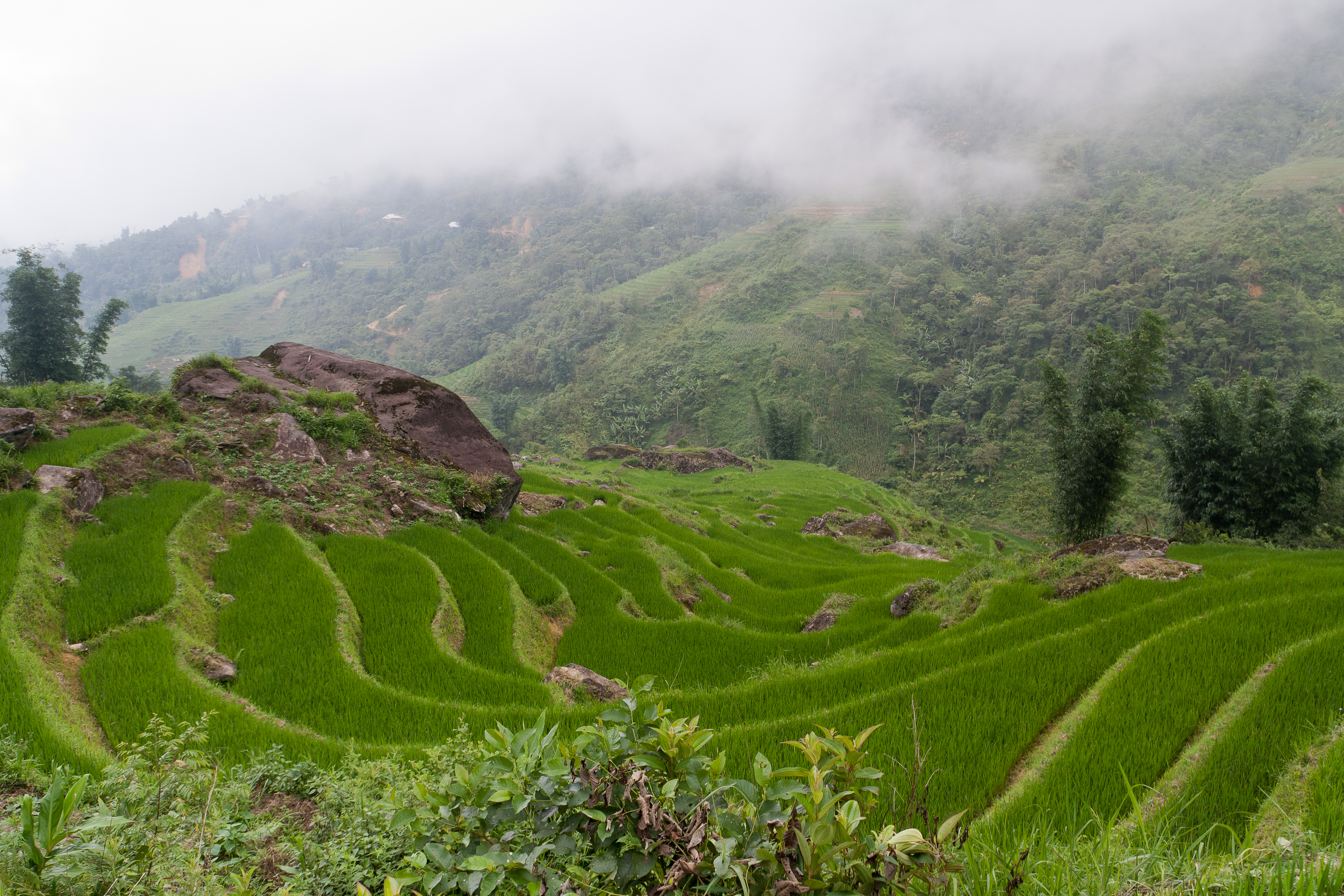
Reisterrassen nahe Sa Pa
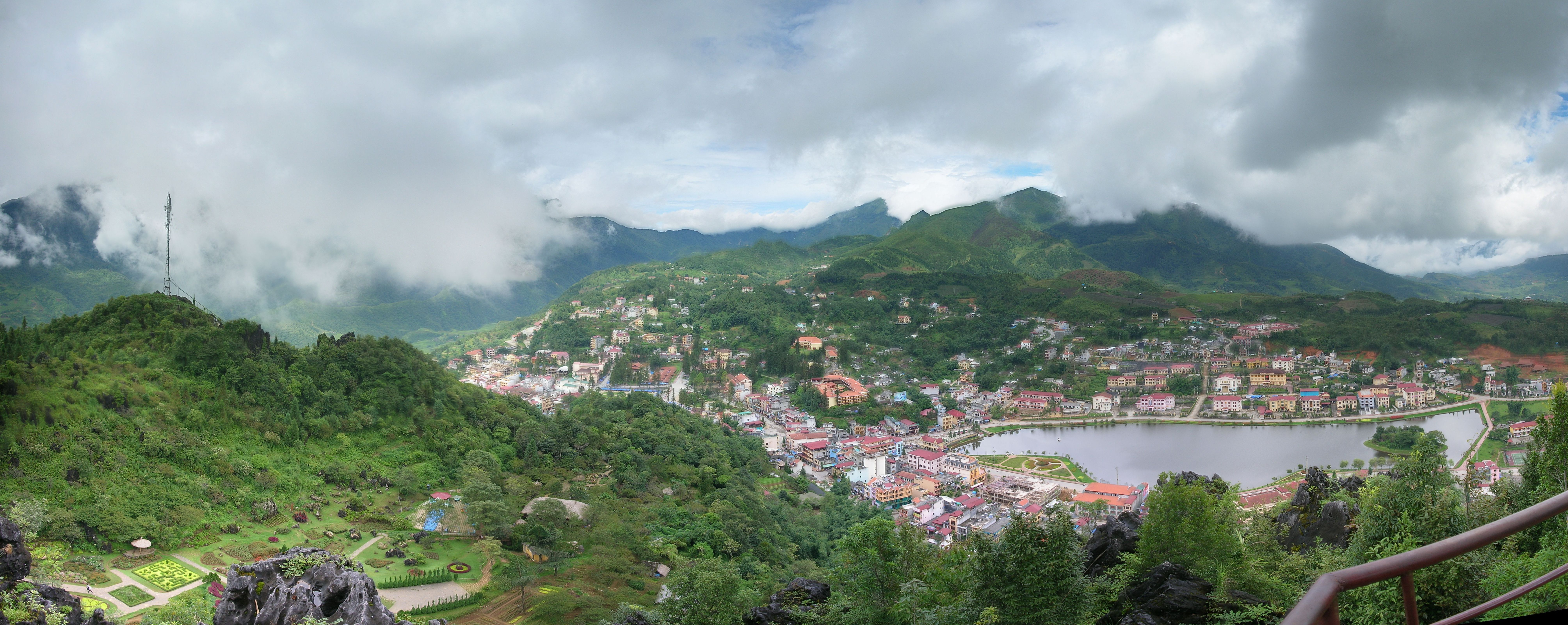
Sa Pa und der Sa Pa See vom Berg Ham Rong
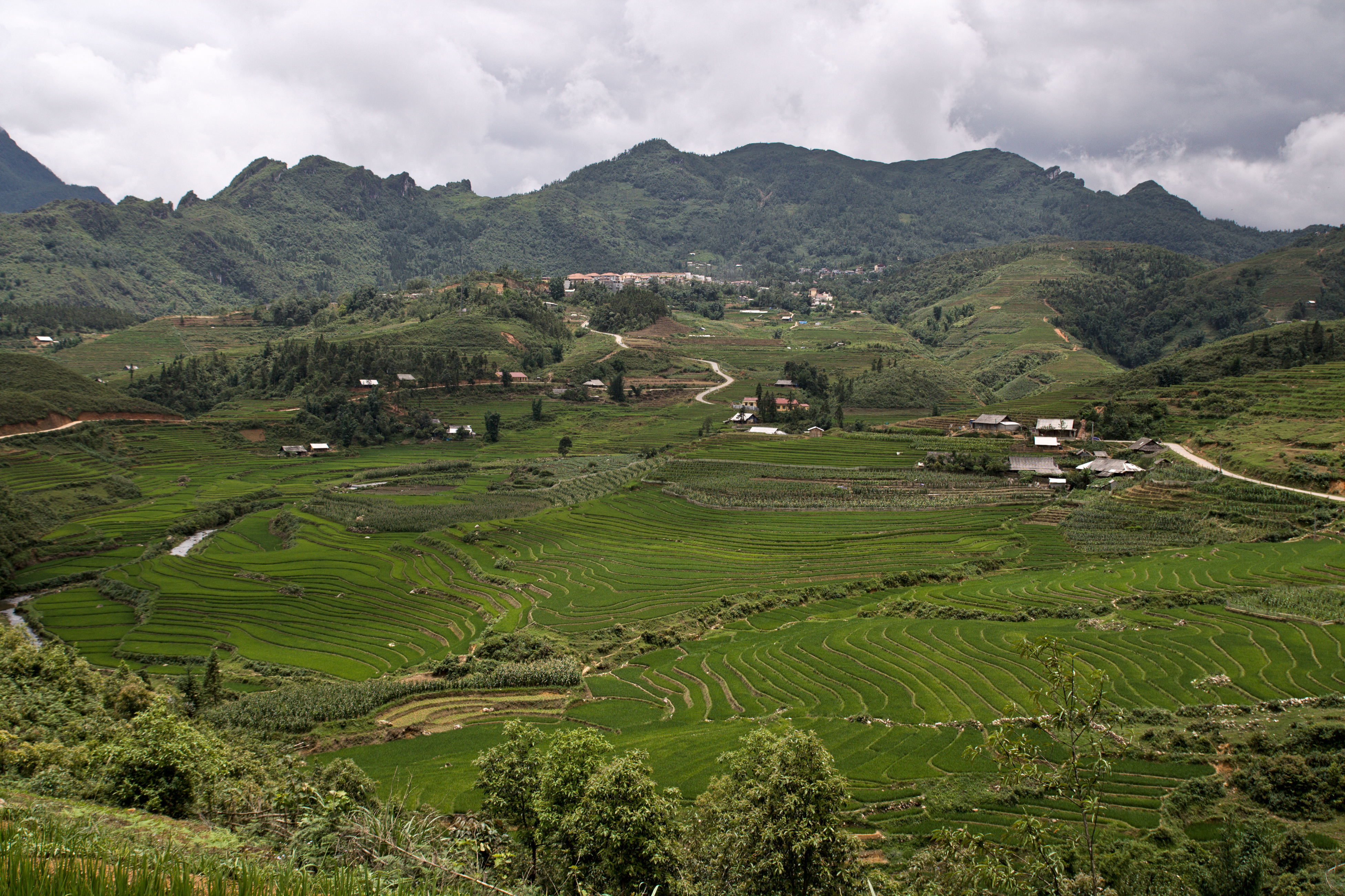
Weitläufiger Reisanbau bei Sa Pa